# Thomas United
El Thomas United es un equipo de fútbol de Guyana que actualmente se encuentra inactivo.

## Historia
Fue fundado el 1 de abril del año 1960 en la capital Georgetown con el nombre Continental FC por un profesor de apellido Jhonson y fue el segundo equipo de la capital, solo después del Georgetown FC como el equipo más viejo de la capital. 
Durante toda su historia pasó como un equipo con serios problemas financieros debido a la falta de apoyo para el fútbol, ya que en Guyana, el críquet es el deporte nacional, siendo el único apoyo las empresas que cedían su nombre para el derecho de patrocinio, aunque con el paso del tiempo el gobierno local comenzó a apoyar a los equipos menores, pensando en el futuro.
Los principales logros del club han sido a nivel menor, exactamente a nivel sub-16, ganando la liga en 1992 y subcampeón en 1998, así también como subcampeón en los torneos Kashif y Shanghai Tournament en 1995. También cuentan con dos títulos de liga regional de Georgetown y un título de copa local.
A nivel internacional han participado en 3 torneos continentales, en los cuales nunca han superado la primera ronda.
Los problemas serios comenzaron en 1999 con un fraude electoral para la elección del entonces futuro presidente de la Federación de Fútbol de Guyana, el cual había declarado como vencedor al presidente Klass, pero el club quedó fuera de actividad por parte del entonces presidente de la Concacaf, el trinitario Jack Warner debido a que estuvieron relacionados con el fraude.

## Palmarés
- Liga Regional de Georgetown: 2

1987, 1993/94
- Copa Mayors: 1

2000/01

## Participación en competiciones de la Concacaf
| Temporada | Torneo                           | Ronda    | Club             | Casa | Visita | Global  |
| --------- | -------------------------------- | -------- | ---------------- | ---- | ------ | ------- |
| 1971      | Copa de Campeones de la Concacaf | Caribe 1 | SV Transvaal     | 1-3  | 0-3    | 1-6     |
| 1976      | Copa de Campeones de la Concacaf | Caribe 1 | Palo Seco FC     | 1-4  | 0-2    | 1-6     |
| 1978      | Copa de Campeones de la Concacaf | Caribe 1 | Defence Force FC | 2-3  | 1-0    | 3-3 (a) |

## Jugadores destacados
| - Gordon Henry - Haji Fraser - Ovis Fraser - Abdul Conteh - Deon Barnwell - Earl O'Neil - Ken Gibbs - Richard Hing - Clemente Enrique - Ovidio Enrique | - Lloyd King - Ruddy Walcott - 'Moneyman' Forde - Philip Daniels - Roy Martin - Lashman - Dion Barnwell - Chris Barnwell - Keith London - Shawn O'Neil | - Colin McNicholl - Godfrey Poulis - Errol Solomon - Keith Goppy - Mark Ellis - Jermaine Browne |